# Yolanda Tortolero
Yolanda Tortolero Martínez (?-San Felipe, Yaracuy; 18 de mayo de 2021) fue una médica y política venezolana, diputada suplente de la Asamblea Nacional por el estado Carabobo y el partido Un Nuevo Tiempo.

## Carrera
Tortolero era médica de profesión y trabajó en el Hospital de Bejuma por varios años, población en el estado Carabobo de la que era oriunda. Fue electa como diputada suplente por la Asamblea Nacional por el estado Carabobo para el periodo 2016-2021 en las elecciones parlamentarias de 2015, en representación de la Mesa de la Unidad Democrática (MUD) y por el partido Un Nuevo Tiempo (UNT). En 2020 fue una de los 100 diputados en votar presencialmente a favor de reelegir a Juan Guaidó como presidente de la Asamblea en la elección de la Comisión Delegada de la Asamblea Nacional.
En 2021 fue hospitalizada en San Felipe, Yaracuy; su partido, compañeros y habitantes de Bejuma, pidieron ayuda económica para su atención médica. A pesar de que originalmente se había reportado su fallecimiento para el 14 de mayo, la dirección ejecutiva regional de UNT en Carabobo informó que para la fecha la parlamentaria continuaba viva. Después de combatir contra el COVID-19 por alrededor de tres semanas, Tortolero falleció el 18 de mayo por complicaciones derivadas de la enfermedad.